# Gesnouinia arborea
Gesnouinia arborea là loài thực vật có hoa trong họ Tầm ma. Loài này được (L.f.) Gaudich. mô tả khoa học đầu tiên năm 1830.